# Little Hucklow
Little Hucklow est une paroisse civile et un village du Derbyshire, en Angleterre.